# Gorges de Samaria
Pour les articles homonymes, voir Samara (homonymie).
Les gorges de Samaria (grec moderne : Το Φαράγγι της Σαμαριάς) sont situées à l'ouest de l'île de Crète (Grèce), dans le massif des Montagnes Blanches (Lefká Óri). Elles font partie des parcs nationaux de Grèce et sont reconnues en tant que réserve de biosphère par l'UNESCO depuis 1981.
Avec seize kilomètres de long, elles figurent parmi les plus longues gorges d'Europe (par erreur, on leur attribue souvent une longueur de dix-huit kilomètres, mais c’est la longueur totale du sentier pédestre d’Omalós à Agía Rouméli). Sur ce continent, les gorges du Tarn et les gorges du Verdon en France sont encore plus longues, puisqu'elles s'étirent sur une cinquantaine de kilomètres.
Les gorges de Samaria sont un des hauts lieux touristiques de la Crète et durant la haute saison estivale, plus de quatre mille personnes empruntent quotidiennement le sentier qui les traverse. Ces gorges sont bordées de parois rocheuses verticales parfois hautes de six cents mètres et qui, à l'endroit le plus étroit, nommé « les portes », ne forment qu'un passage large de trois à quatre mètres.

## Situation géographique
Les gorges de Samaria sont situées à l'ouest de la Crète, au bord de la côte sud de l'île. Elles s'étendent du haut plateau d'Omalós, à plus de mille deux cents mètres d'altitude, jusqu'à la mer de Libye. À l'extrémité des gorges se trouve le petit port d’Agía Rouméli qui n'a été créé que durant les dernières décennies, depuis que cet endroit est devenu une attraction touristique. Politiquement, la région fait partie du nome de La Canée.

## Géologie

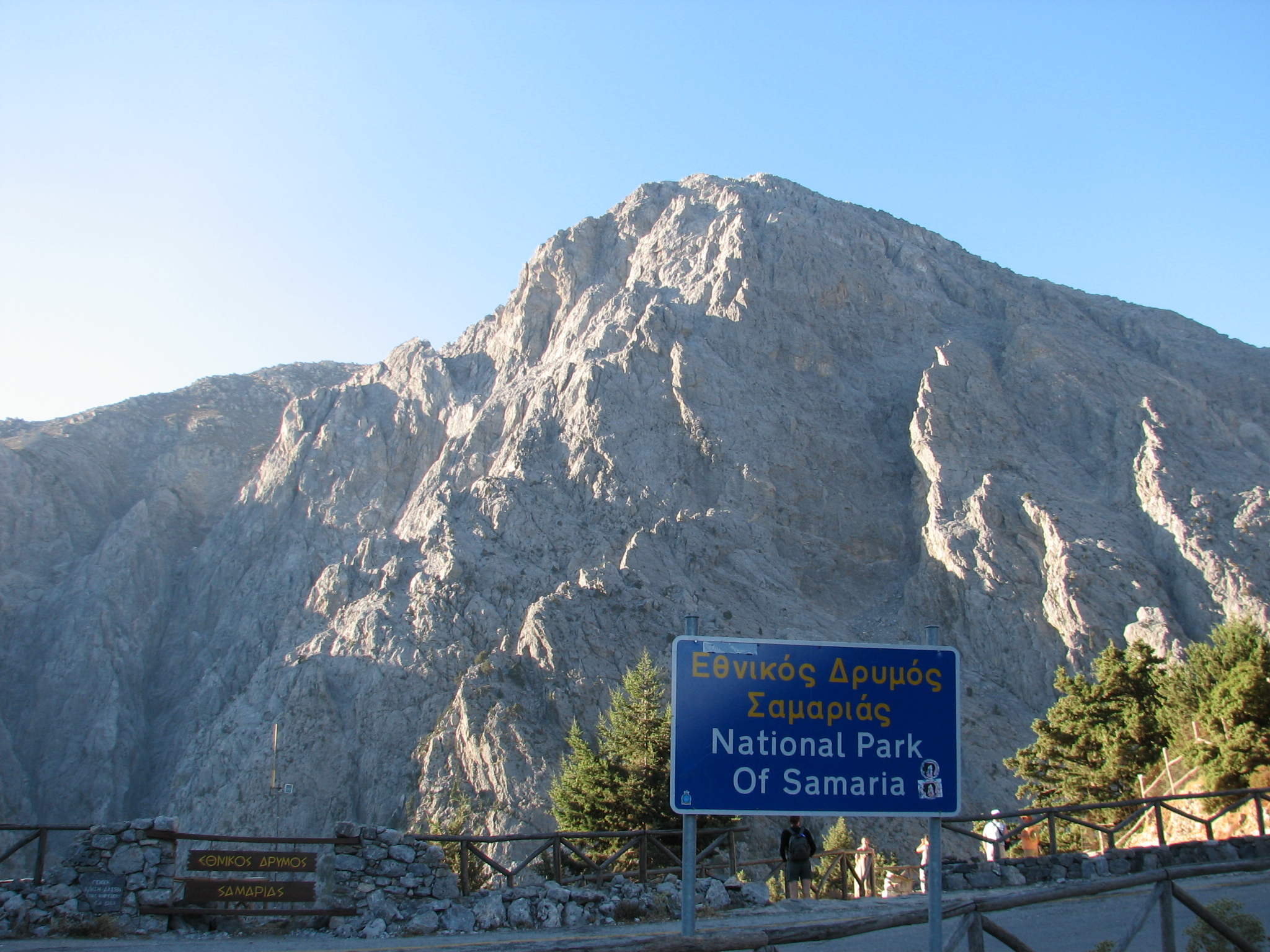
Entrée nord des gorges

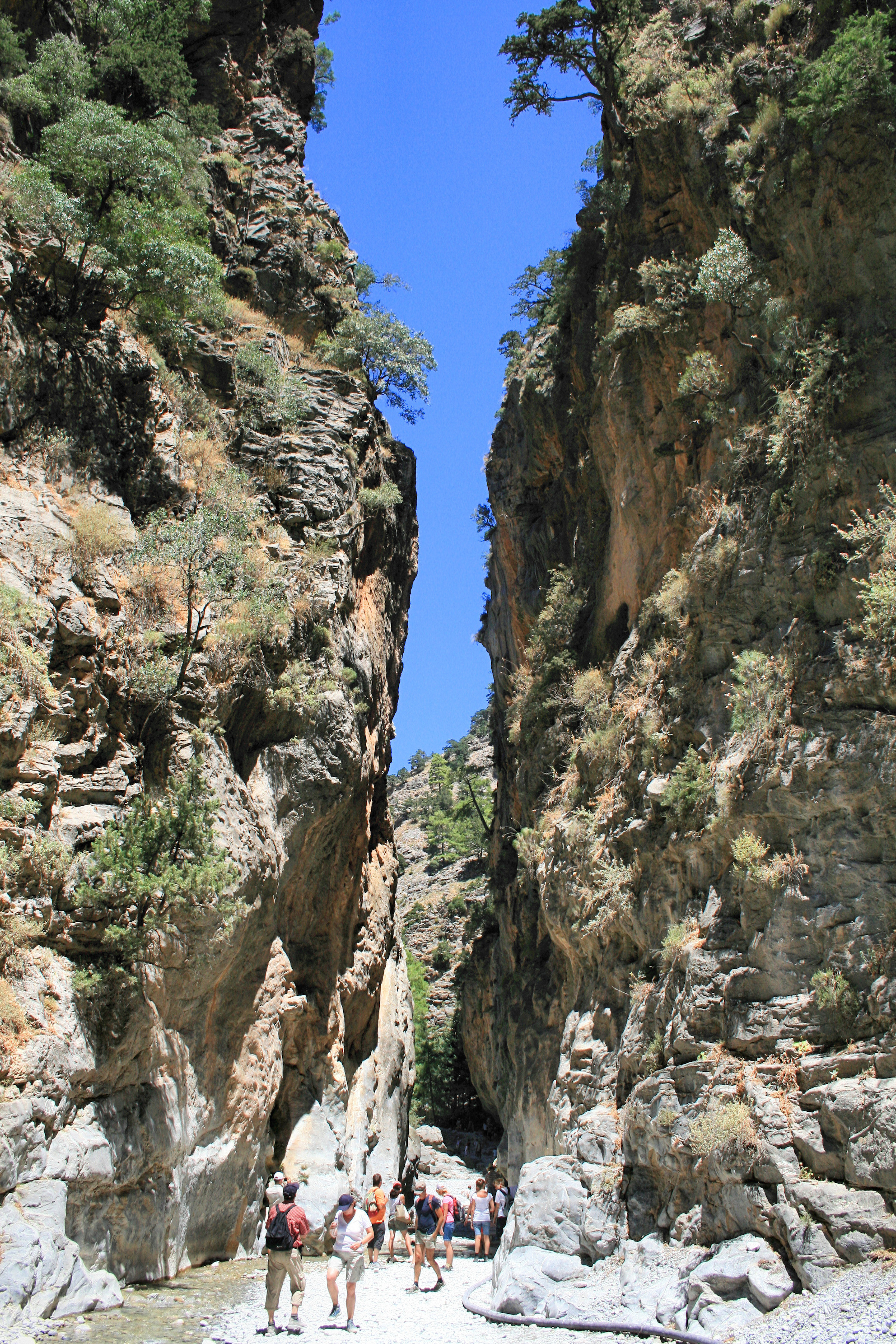
Passage le plus étroit : les "Portes de fer"

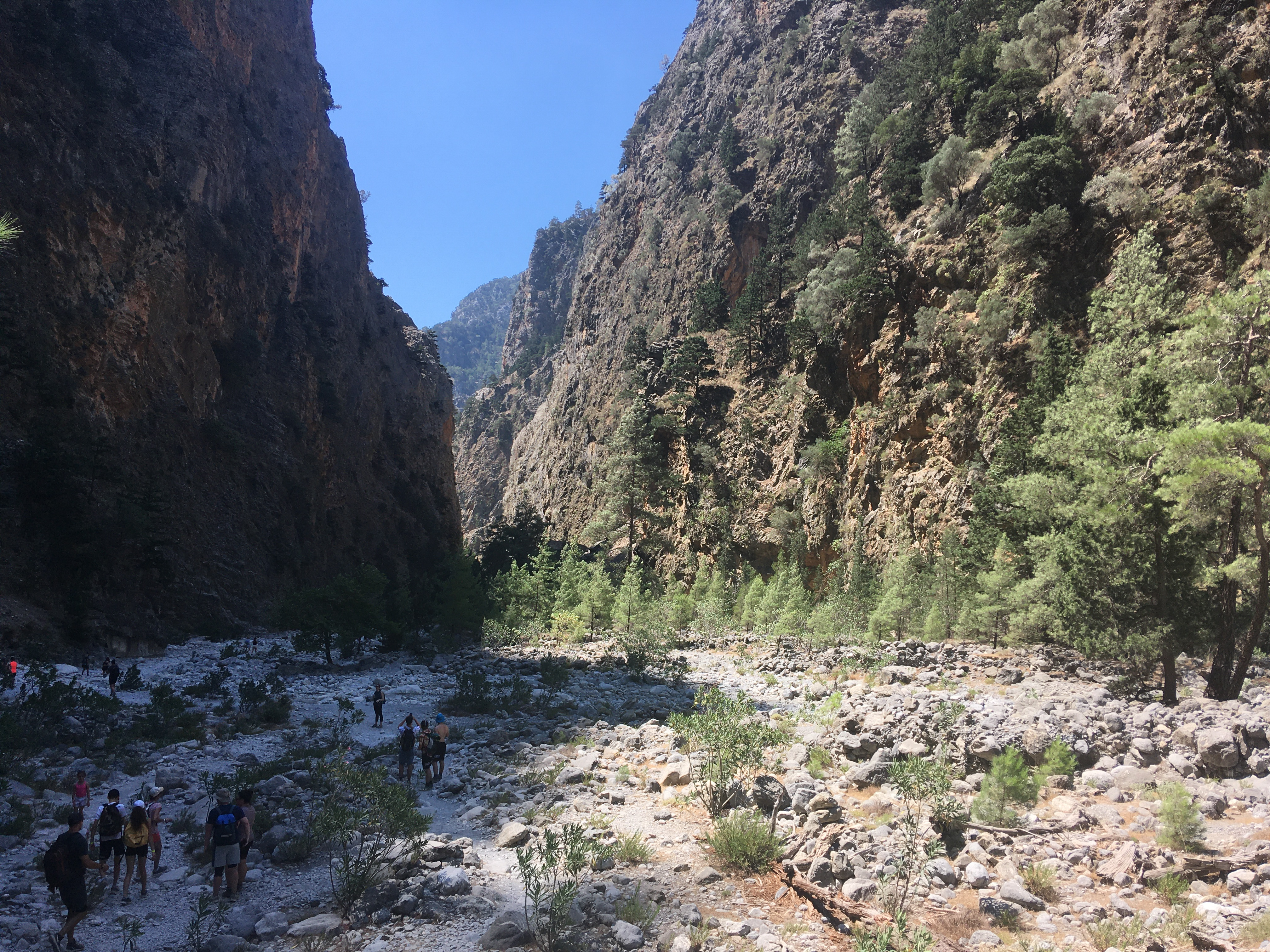
Promeneurs dans les Gorges de Samaria en 2022.

Ces gorges résultent probablement de mouvements tectoniques qui ont eu lieu il y a environ quatorze millions d'années. L'écoulement de l'eau de pluie et de l'eau issue de vingt-deux sources distinctes a ensuite provoqué l'érosion de la roche et a creusé durant des siècles les profondes gorges visibles aujourd'hui.

## Histoire

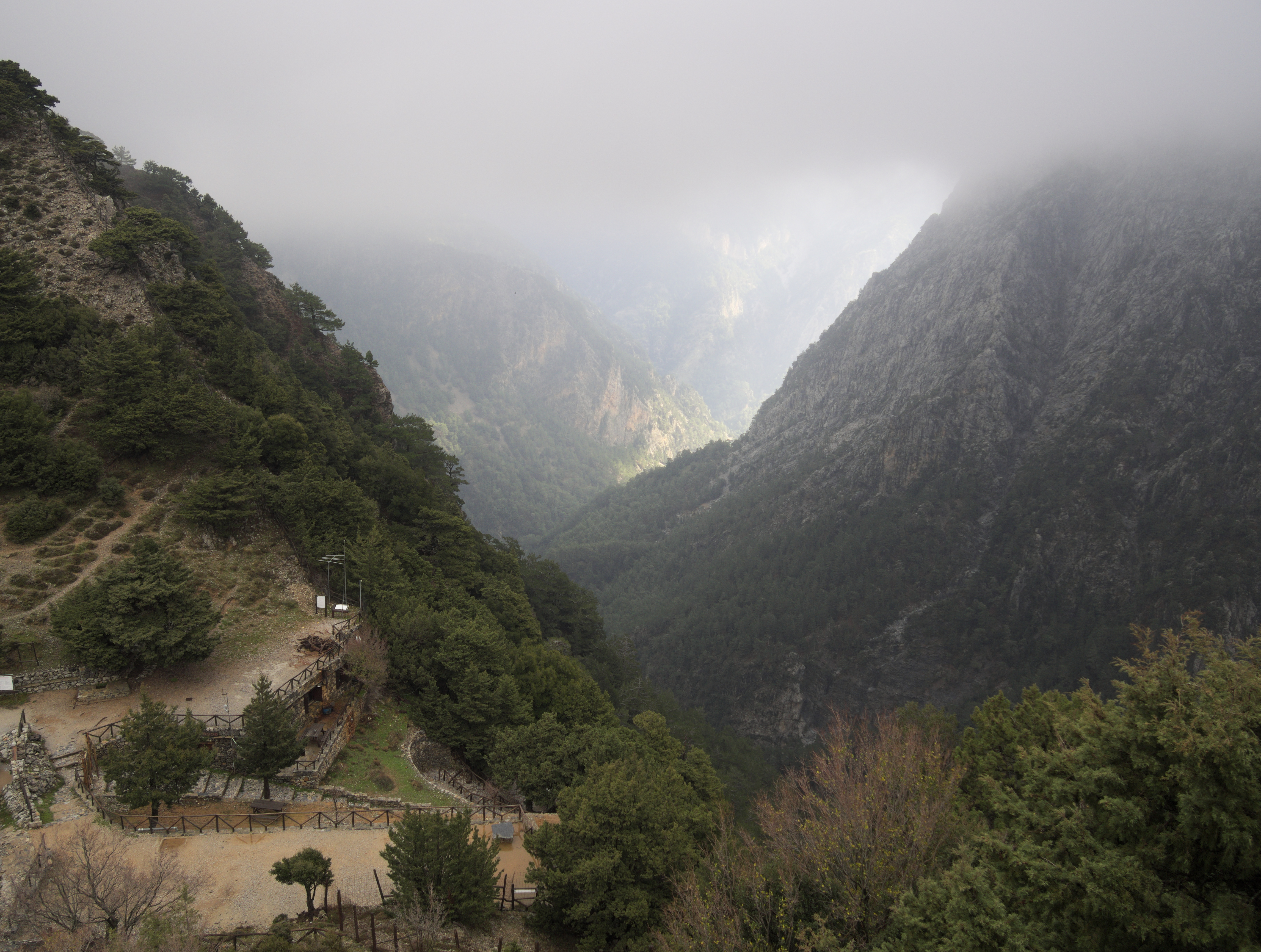
Les Gorges vues depuis l'entrée à Xyloskalo

Les gorges se situant dans un environnement montagneux, dans la région de Sfakia réputée pour son insoumission, elles avaient une grande importance stratégique, servant de cachette et de base aux rebelles durant les nombreuses révoltes contre les occupants, notamment lors des soulèvements contre les Ottomans au XIXe siècle.
En 1941, pendant la Seconde Guerre mondiale, fuyant l'avancée allemande durant la bataille de Crète, le roi de Grèce Georges II ainsi que le premier ministre Emmanouil Tsouderos et des membres du gouvernement grec s'enfuirent à travers les gorges. Arrivés sur la côte, ils furent évacués sur des navires de la Royal Navy.
En 1962 les gorges de Samaria furent déclarées réserve naturelle par décret royal. Et depuis que les quelques habitants de Samaria, une petite localité de bûcherons alors située au milieu des gorges, furent expropriés et déplacés à d'autres endroits en 1965, elles sont inhabitées. En 1980 la Grèce fut félicitée par le Conseil de l'Europe pour sa préservation du site.
Elles ont été proposées en 2014 pour une inscription au patrimoine mondial et figurent sur la « liste indicative » de l’Unesco dans la catégorie patrimoine naturel.

## Parc national et réserve de biosphère
Le parc national de Samaria est un parc national créé en 1962. Le parc constitue également la zone centrale de la réserve de biosphère des gorges de Samaria, reconnue par l'Unesco depuis 1981.

## Flore et faune
Les gorges de Samaria comptent un nombre important d'arbres. Des pins parasols, des platanes et des cyprès y croissent. Sur les pentes des gorges on rencontre également des érables crétois et des chênes. Du fait de l'isolement prolongé des gorges, on y trouve pas moins de 14 espèces de plantes endémiques. Les gorges de Samaria sont aussi le dernier refuge naturel de la chèvre sauvage crétoise.